# Apeadero de Chapa
El Apeadero de Chapa, originalmente clasificado como Estación de Chapa, es una plataforma desactivada de la línea del Támega, que servía a la localidad de Chapa, en el ayuntamiento de Amarante, en Portugal.

## Historia

### Construcción e inauguración
Esta YANI fue inaugurada, como terminal provisional de la línea del Támega, el 22 de noviembre de CET.

### Conexión a Celorico de Basto
En octubre de 1929, comenzaron las obras para la continuación de esta línea, hasta Celorico de Basto; este tramo fue inaugurado el 20 de  marzo de 1932. El transporte de los invitados a la ceremonia de inauguración fue asegurado por dos convoyes especiales, uno desde Porto-São Bento hasta Livração, y otro desde aquella estación hasta Celorico de Basto. La comitiva paró en la estación de Chapa, donde fueron recibidas por varias entidades oficiales, teniéndose procedido al tradicional corte de la cinta, y después continuó hasta Celorico de Basto.
Después de la inauguración del tramo hasta Celorico de Basto, esta estación pasó a prestar servicios completos, internos y combinados, en los regímenes de pequeña y gran velocidad.

### Cierre
El tramo entre Amarante y Arco de Baúlhe, donde esta plataforma se encontraba, fue cerrado en 1990.